# Вознесенский Кременский монастырь
Вознесе́нский Кре́менской монасты́рь — мужской монастырь Калачёвской епархии Русской православной церкви, расположенный на правом берегу Дона, на хуторе Саушкин Клетского района Волгоградской области.

## История
Монастырь основан в 1693 году иеромонахом (впоследствии игуменом) Никанором.
К 1711 году были построены ряд зданий, а в 1716 году — храм Вознесения Господня. Считался (наряду с Усть-Медведицким Спасо-Преображенским монастырём) одной из обителей Всевеликого Войска Донского. В 1788 году, по указу Екатерины II, монастырь был упразднён.
В 1798 году, благодаря ходатайству казаков, гарантировавших его материальную поддержку из войсковых средств, монастырь был восстановлен, но оставлен вне штата. В монастыре было разрешено проживание 36 насельников.
В 1844 году, распоряжением епархиального начальства, настоятелями монастыря стали архимандриты. С 1867 по 1872 годы в монастыре проживал на покое епископ Донской Иоанн (Доброзраков).
В 1918 году монастырь был закрыт. С 1924 года в помещениях монастыря располагалась колония для психически больных, закрытая в 1967 году.
В 1991 году монастырь был передан Волгоградской епархии. В июле 1993 года в обитель был назначен иеромонах Даниил (Михайлов). Началась постепенная реставрация. Епископ Антоний (Простихин), бывший насельником монастыря в 1995—1996 годы, вспоминал: «на дворе стояли лихие 90-е. Мы жили в руинах при разрушенном соборе. Спали на деревянных стеллажах в амбарах, которые отапливались с помощью электрических проводов. Розетки часто загорались. Поскольку я спал около одной из них, меня несколько раз будили: одеяло горит, давай тушить».
С 1996 года наместником монастыря являлся игумен Руфин (Иванов). Сейчас при игумене Руфине (Иванове) восстанавливаются храм, часовни, постройки. В сентябре 2001 года освящается каменная часовня во имя святителя Николая, расположенная на месте древнего монастыря. На церкви были установлены купола с крестами и колокола, расчищен находящийся в 3 километрах от неё святой источник Казанской Божией Матери, приведено в порядок их захоронение, где в октябре 2002 года закладывается часовня. В июле 2001 года начинается и строительство Пятницкого скита, ныне состоящего из срубленной надвратной часовни во имя свмч. Параскевы Пятницы, двух келий и бани. Есть здесь также и Иоанно-Предтеченская часовня. На май 2004 г. в обители числилось 5 насельников и 2 трудника. Потянулись сюда и паломники, а также люди, желающие освободиться от недуга наркомании. В 2007 году был назначен новый наместник — игумен Савин (Аганин).